# 宮本克哉
宮本 克哉（みやもと かつや、1980年7月30日 - ）は、日本の男性声優。新潟県三条市出身。アクセント所属。

## 来歴
子供の頃、親が演劇といったクラシックのコンサートが好きで、よく連れられて行かれたという。当時は小さかったため、クラシックは眠くなり、ミュージカルは歌っているのは楽しかったが、踊っているのか分からず、全然興味がなかったという。
元々好きなことがたくさんあり、「これがやりたい」というのがあまりなく、将来像はなかったという。普通に就職する気はなく、子供の頃からこういう業界に来るとは感じていたという。
学生時代は「大学に行こう」と思い、予備校に通っていたという。飽き性だったのかもしれないが、色々目標が変わっていき、そうこうしていくうちに卒業時期になってしまったという。
以前から「劇団四季に行きたい」という気持ちもあったため、学校のパンフレットに「劇団四季に入った人がいる」という専門学校に行っていたという。通い始めたところ、声優を目指したカリキュラムになっていたため、「これは劇団四季はないな」と思い、行かなくなって、勉強はしなかったが、オーディションは受けていたという。
ある時「君は声がいいから、声優を目指すといいんじゃない」と言ってくれた人物がおり、声優を意識するようになったという。
以前はメディアフォース、リベルタに所属していた。フリーを経て、2011年11月よりアクセント所属。
下野紘、石井一貴と共に、Rootという声優ユニットを結成していた。

## 人物
方言は新潟弁。特技はビリヤード、水泳。

## 出演
太字はメインキャラクター。

### テレビアニメ
2002年
- ハングリーハート WILD STRIKER（山田）

2004年
- 流星戦隊ムスメット（副パイロット、社長秘書）

2005年
- UG☆アルティメットガール（同士C）
- 交響詩篇エウレカセブン（隊員A）
- パタリロ西遊記!（警備員、神仙、魔物たち、モンスター、妖怪たち）
- B-伝説! バトルビーダマン 炎魂（村人C、山賊C、ミイラビーダー、男B、カマエレオン）

2006年
- おとぎ銃士 赤ずきん（バイクの男）
- スクールランブル 二学期（三沢伸）
- 爆球Hit! クラッシュビーダマン（ダークリザード隊員A、ブラックタイガー隊員B）

2013年
- COPPELION（太郎）

2014年
- フランチェスカ（島田魁）

2016年
- 夏目友人帳 伍（口の大きな妖怪）
- ファンタシースターオンライン2 ジ アニメーション（マスターネズミ〈リアル〉）

2017年
- ベルセルク（盗賊、門番、戦魔兵）
- 神撃のバハムート VIRGIN SOUL（兵士）

2018年
- シュタインズ・ゲート ゼロ（アナウンサー）

2025年
- 信じていた仲間達にダンジョン奥地で殺されかけたがギフト『無限ガチャ』でレベル9999の仲間達を手に入れて元パーティーメンバーと世界に復讐&『ざまぁ!』します!（ゴールド）

### 劇場アニメ
- 図書館戦争 革命のつばさ（2012年）

### ゲーム
- ガラスの中の翼（2004年、ツー・ファイイー）
- カオスウォーズ（2006年、イレス、ヨイチ）
- アルカナハート2（2008年、クロマシアス）
- セカンドノベル 〜彼女の夏、15分の記憶〜（2010年）
- 第2次スーパーロボット大戦Z 再世篇（2012年、ウェイン・リプテール）
- Far Cry 6（2021年、フアン・コルテス）
- モンスターハンタークロス（男性プレイヤーボイス）

### ドラマCD
- かりん（ブギーくん）
- 黒羽と鵙目（橋本の手下の少年）
- すぱすぱ（生徒3）
- Death&Angel（カテキスタ）
- 店内恋愛（氷上純一）
- 天外レトロジカル（榊）
- 天正やおよろず（親衛隊09）
- らき☆すた（イベントスタッフ）

### ラジオドラマ
- ポケモンカードゲームXY（ウラターヌ博士）

### 吹き替え

#### 映画
- アダルトボーイズ 遊遊白書（フラゾー巡査〈シャキール・オニール〉）
- 暗殺（チュ・サンオク〈チョ・ジヌン〉）
- インデペンデンス・デイ: リサージェンス（護衛隊長）
- ウェズリー・スナイプス シールド・フォース-監獄要塞-（アイザック〈ウェズリー・スナイプス〉）
- エンド・オブ・ホワイトハウス（襲撃チーム 他）
- 警察署長 ジェッシイ・ストーン 4番目の真実（リチャード・スティール〈ルーク・ペリー〉）
- ゲットバッカーズ（ジェラルド〈シルヴェスター・スタローン〉）
- シャークネード5 ワールド・タイフーン（成長したギル〈ドルフ・ラングレン〉）
- デッドプール
- ドラゴン・フォー 秘密の特殊捜査官/隠密（鉄手〈コリン・チョウ〉）
- ドラゴン・フォー2 秘密の特殊捜査官/陰謀（鉄手〈コリン・チョウ〉）
- ドラゴン・フォー3 秘密の特殊捜査官/最後の戦い（鉄手〈コリン・チョウ〉）
- ドラゴン・ブレイド（ウルフ）
- パージなナイト ブラックさん家の史上最悪の12時間（ジェームズ・クラウン〈マイク・タイソン〉）
- ハーバー・クライシス 都市壊滅（「夜行者」指揮官〈ツァイ・ユエシュン〉）
- PAN 〜ネバーランド、夢のはじまり〜[7]
- ブライド・ウエポン（ラモーン・ガルザ〈ルイス・ガスマン〉）
- ブラックホール（デヴィッド・ジャクソン）
- ホワイトハウス・ダウン（キャメロン大佐[8] 他）
- マネー・ショート 華麗なる大逆転（ポーター・コリンズ〈ハミッシュ・リンクレイター〉）
- ラスト・マン 地球最後の男（カート〈ヘイデン・クリステンセン〉）
- ワールド・ウォーZ

#### ドラマ
- 青い海の伝説（ホン刑事〈パク・ヘス〉）
- アンフォゲッタブル 完全記憶捜査
- WITHOUT A TRACE/FBI 失踪者を追え!
- エクスタント（マーカス・ドーキンス）
- エレメンタリー ホームズ&ワトソン in NY
- 孔子（陽虎）
- コンバット・ホスピタル 戦場救命（ウィル・ロイヤル中佐）
- 三国志〜趙雲伝〜（李全〈コリン・チョウ〉[9]）
- CSI:ニューヨーク7
- CSI:マイアミ7
- シェイズ・オブ・ブルー ブルックリン警察（カルロス・エスパーダ〈ヴィンセント・ラレスカ〉）
- ジェシー!（モーガン）
- SHERLOCK（シャーロック） シーズン3
- スニーキー・ピート（テイラー〈シェーン・マクレー〉）
- 太陽を抱く月
- 朝鮮ガンマン
- TWO WEEKS（ハン・ジョンウ）
- 七日の王妃
- NIKITA / ニキータ
- 光と影（チョ・ミョングク）
- ビクトリアス
- 武神（キムユヌ〈パク・ヘス〉）
- 蘭陵王（高偉）

#### アニメ
- ちいさなプリンセス ソフィア（マーカス国王）
- RWBY（ヘイ・ション）

### ラジオ
- イソッチの週刊シャキシャキ（アシスタント）
- Rootのここ壺ラジオ（ネットラジオ）
- KAZUMA-WAVE（インターネットラジオ）

### 舞台
- エムズ・スタイル第三回公演「エムズ・スタイルーユニバァァァース!」 (2012年5月26日-27日、座・高円寺２)